# Station Pertuis
Station Pertuis is een spoorwegstation in de Franse gemeente Pertuis.